# Pafnoeti Tsjebysjev
Pafnoeti Lvovitsj Tsjebysjov (Russisch: Пафну́тий Льво́вич Чебышёв; Pafnoeti Lvovitsj Tsjebysjov) (Okatovo, 4 mei 1821 - Sint-Petersburg, 26 november 1894), ook (met name in Engelstalige teksten) getranslitereerd als Chebyshev, Chebyshov,  Tschebyschow, Tchebichef of Tchebycheff, was een Russische wiskundige.
Tsjebysjov werd op 4 mei 1821 geboren in Okatovo, een dorpje in de buurt van Moskou. Hij stamde uit een adellijke familie. Hij promoveerde in 1849, en in 1850 werd hij hoogleraar in Sint-Petersburg. Hier gaf hij colleges op het gebied van algebra en getaltheorie. In 1882 stopte hij met actieve wetenschapsbeoefening. Op 26 november 1894 stierf hij aan een hartstilstand.
Tsjebysjov was vooral actief op de gebieden interpolatie, approximatietheorie, functietheorie, kansrekening, statistiek, getaltheorie, mechanica en ballistiek. 
De Chebyshev-polynomen zijn naar hem genoemd.
In de elektronica en signaalverwerking wordt een klasse elektronische filters, de Chebyshev-filters, naar hem genoemd, omdat hun karakteristieken overeenkomen met de Chebyshev-polynomen.

## Ongelijkheid van Chebyshev
De ongelijkheid van Chebyshev zegt dat de kans dat de uitkomst X van een stochastische variabele verder verwijderd is van de verwachtingswaarde in relatie staat tot de standaardafwijking, en wel zo dat afwijkingen groter dan een fractie a van de standaardafwijking {\displaystyle \sigma (X)} geen grotere kans hebben dan 1/a2:
{\displaystyle P(\left|X-EX\right|>a\sigma (X))\leq {\frac {1}{a^{2}}}}
Meestal wordt dit geformuleerd als:
{\displaystyle P(\left|X-EX\right|>a)\leq {\frac {{\mbox{var}}\,X}{a^{2}}}}
De ongelijkheid van Chebyshev wordt gebruikt om de wet van de grote aantallen en de stelling van Bertrand-Chebyshev te bewijzen. 